# Salles-en-Toulon
Salles-en-Toulon ist ein Ortsteil von Valdivienne und eine ehemalige französische Gemeinde im Département Vienne in der Region Nouvelle-Aquitaine.

## Geschichte
Im Jahr 1969 wurde die Gemeinde Valdivienne durch den Zusammenschluss der Kommunen Morthemer, Salles-en-Toulon und Saint-Martin-la-Rivière gebildet. Im Jahr 1974 kam die ehemals selbständige Gemeinde La Chapelle-Morthemer hinzu.

## Sehenswürdigkeiten
- Kirche St-Hilaire aus dem 12. Jahrhundert (Monument historique)
- Kapelle aus dem 12. Jahrhundert
- Kirche St-Martin aus dem 12. Jahrhundert
- Taubenturm aus dem 15. Jahrhundert

Siehe auch: Liste der Monuments historiques in Valdivienne